# Metele (jezioro)
Metele (lit. Metelys) – jezioro w południowej Litwie, na terenie rejonu łoździejskiego. Akwen znajduje się pomiędzy jeziorami Duś i Obelica. Nad Metelami leży wieś Metele.